# Liste der Mitglieder des Shūgiin (46. Wahlperiode)
Diese Liste gibt einen Überblick über alle Mitglieder des Shūgiin (Abgeordneten-/Repräsentanten-/Unterhaus/-kammer), des Unterhauses des nationalen japanischen Parlaments (Kokkai), in der 46. Wahlperiode (2012–2014), die mit dem 182. Kokkai begann und mit dem 187. endete.

## Fraktionen
| Fraktion (Abkürzung) | Wahlergebnis 2012 (Parteien)     | Beginn der Legislaturperiode (182. Kokkai) | Stand 11. November 2014 (187. Kokkai) | Zugänge | Abgänge | Saldo |
| --- | -------------------------------- | ------------------------------------------ | ------------------------------------- | --- | --- | ----- |
| Liberaldemokratische Partei (LDP) Jiyūminshutō                                                                                 | 294 (LDP)                        | 294                                        | 294                                   | Hatoyama (Beitritt) Kaneko Ma. (Nachwahl) | Ibuki (Präsident) Tokuda (Austritt) | 0     |
| Demokratische Partei, Unabhängiger Klub (DPJ) Minshutō・Mushozoku Club                                                         | 57 (DPJ)                         | 57                                         | 54                                    | Kawabata (Nachrücker) | Akamatsu (Vizepräsident) Yamaguchi Tsu. (Austritt) Mikazuki (Rücktritt) Gotō H. (Rücktritt) | −3    |
| Ishin no Tō (Ishin) (Nippon Ishin no Kai bis Juli 2014, Fraktionsgemeinschaft Nippon Ishin no Kai・Yui no Tō bis Oktober 2014) | 54 (Ishin)                       | 54                                         | 42                                    | Shimizu K. (Nachrücker) Eda K. (Yui) Kakizawa (Yui) Hayashi H. (Yui) Aoyagi (Yui) Shiina (Yui) Ide (Yui) Koike M. (Yui) Isaka (Yui) Hatanaka (Yui) Ōkuma (Beitritt) | Nishimura S. (Ausschluss) Higashikokubaru (Rücktritt) Nishine (Austritt) Nishioka (Austritt) Ishihara S. (Jisedai) Hiranuma (Jisedai) Imamura H. (Jisedai) Ueno H. (Jisedai) Sakamoto D. (Jisedai) Sakurauchi (Jisedai) Sugita (Jisedai) Sonoda (Jisedai) Tanuma (Jisedai) Nakada (Jisedai) Nakamaru (Jisedai) Nakayama Na. (Jisedai) Nishida (Jisedai) Nishino (Jisedai) Fujii T. (Jisedai) Matsuda (Jisedai) Miyake (Jisedai) Miyazawa T. (Jisedai) Yamada H. (Jisedai) | −12   |
| Kōmeitō (Kōmei) | 31 (Kōmei)                       | 31                                         | 31                                    | | | 0     |
| Jisedai no Tō (Jisedai) (Fraktion seit Juli 2014)                                                                              | –                                | 19                                         | 19                                    | Ishihara S. (Gründung) Hiranuma (Gründung) Imamura H. (Gründung) Ueno H. (Gründung) Sakamoto D. (Gründung) Sakurauchi (Gründung) Sugita (Gründung) Sonoda (Gründung) Tanuma (Gründung) Nakada (Gründung) Nakamaru (Gründung) Nakayama Na. (Gründung) Nishida (Gründung) Nishino (Gründung) Fujii T. (Gründung) Matsuda (Gründung) Miyake (Gründung) Miyazawa T. (Gründung) Yamada H. (Gründung) | | +19   |
| Minna no Tō (Minna) | 18 (Minna)                       | 18                                         | 8                                     | | Kakizawa (Austritt) Eda K. (Austritt) Hayashi H. (Austritt) Aoyagi (Austritt) Shiina (Austritt) Ide (Austritt) Koike M. (Austritt) Isaka (Austritt) Hatanaka (Austritt) Ōkuma (Austritt) | −10   |
| Kommunistische Partei Japans (KPJ) Nihon Kyōsantō                                                                              | 8 (KPJ)                          | 8                                          | 8                                     | | | 0     |
| Seikatsu no Tō (Seikatsu) bis 27. Dez. 2012: Nippon Mirai no Tō (Mirai)                                                        | 9 (Mirai)                        | 9                                          | 7                                     | | Kamei (Austritt) Abe Tomo. (Verbleib bei Mirai) | −2    |
| Sozialdemokratische Partei/„Bürgerbund“ (SDP) Shakaiminshutō・Shimin Rengō                                                     | 2 (SDP)                          | 2                                          | 2                                     | | | 0     |
| Fraktionslos | 1 (Daichi) 1 (NVP) 5 (parteilos) | 7                                          | 14                                    | Ibuki (Präsident) Akamatsu (Vizepräsident) Kamei Abe Tomo. Nishimura S. Suzuki T. (Nachrücker) Kakizawa Tokuda Eda K. Yamaguchi Tsu. Nishine Nishioka | Hatoyama Ishikawa T. (Rücktritt) Eda K. Kakizawa Tokuda (Rücktritt) | +7    |
| Yui no Tō (Yui) Fraktion ab Januar 2014, Fraktionsgemeinschaft mit Ishin Juli 2014                                             | –                                | –                                          | –                                     | Eda K. (Gründung) Kakizawa (Gründung) Hayashi H. (Gründung) Aoyagi (Gründung) Shiina (Gründung) Ide (Gründung) Koike M. (Gründung) Isaka (Gründung) Hatanaka (Gründung) | Eda K. (Fraktionsgemeinschaft) Kakizawa (Fraktionsgemeinschaft) Hayashi H. (Fraktionsgemeinschaft) Aoyagi (Fraktionsgemeinschaft) Shiina (Fraktionsgemeinschaft) Ide (Fraktionsgemeinschaft) Koike M. (Fraktionsgemeinschaft) Isaka (Fraktionsgemeinschaft) Hatanaka (Fraktionsgemeinschaft) | 0     |
| Summe | 480                              | 480                                        | 479                                   | | | −1    |

## Präsidium
- Präsident: Ibuki Bunmei (fraktionslos, vorher LDP)
- Vizepräsident: Akamatsu Hirotaka (fraktionslos, vorher DPJ)

## Kabinette
- 26. Dezember 2012: Abe Shinzō wird im ersten Wahlgang mit 328 Stimmen zum Premierminister gewählt (Kaieda Banri, DP, 57; Ishihara Shintarō, Ishin, 54; Watanabe Yoshimi, Minna, 18; Shii Kazuo, KPJ, 8; Mori Yūko, Mirai, 7; Fukushima Mizuho, SDP, 2; Jimi Shōzaburō, NVP, 1; ungültige Stimmen 3), das Sangiin (22. Wahlperiode) wählt ihn ebenfalls: Kabinett Abe II

## Abgeordnete
Anmerkungen:
- Bei Doppelkandidaten, die sowohl in einem Wahlkreis als auch einem Verhältniswahlblock antraten, ist nur der Wahlkreis oder Block angegeben, für den sie tatsächlich gewählt wurden.
- In der Spalte „W.“ ist die Anzahl der gewonnenen Wahlen ins Shūgiin eines Abgeordneten aufgeführt, die wegen Nachrückern und Nachwahlen nicht mit der Anzahl der Legislaturperioden identisch sein muss. Nicht aufgeführt sind Wahlen zum Sangiinabgeordneten.

| Name                  | Fraktion     | Wahlkreis/ Verhältniswahlblock | W. | Sonstiges |
| --------------------- | ------------ | ------------------------------ | -- | --- |
| Abe Juichi            | fraktionslos | Yamagata 3                     | 01 | |
| Abe Shinzō            | LDP          | Yamaguchi 4                    | 07 | |
| Abe Tomoko            | fraktionslos | Block Süd-Kantō                | 05 | Gewählt für die Nippon Mirai no Tō, seit 27. Dezember 2012 fraktionslos, seit Mai 2013 Mitglied von Midori no Kaze                                           |
| Abe Toshiko           | LDP          | Block Chūgoku                  | 03 | |
| Adachi Yasushi        | Ishin        | Osaka 9                        | 01 | Gewählt für die Nippon Ishin no Kai |
| Aisawa Ichirō         | LDP          | Okayama 1                      | 09 | |
| Akaba Kazuyoshi       | Kōmei        | Hyōgo 2                        | 06 | |
| Akaeda Tsuneo         | LDP          | Block Tokio                    | 01 | |
| Akama Jirō            | LDP          | Kanagawa 14                    | 02 | |
| Akamatsu Hirotaka     | fraktionslos | Block Tōkai                    | 08 | Vor der Wahl zum Vizepräsidenten DPJ |
| Akamine Seiken        | KPJ          | Block Kyūshū                   | 05 | |
| Akazawa Ryōsei        | LDP          | Tottori 2                      | 03 | |
| Akiba Ken’ya          | LDP          | Miyagi 2                       | 04 | |
| Akimoto Masatoshi     | LDP          | Chiba 9                        | 01 | |
| Akimoto Tsukasa       | LDP          | Block Tokio                    | 01 | |
| Amari Akira           | LDP          | Kanagawa 13                    | 10 | |
| Anami Yōichi          | LDP          | Ōita 1                         | 01 | |
| Andō Hiroshi          | LDP          | Block Kinki                    | 01 | |
| Aoki Ai               | Seikatsu     | Block Tokio                    | 03 | Gewählt für die Nippon Mirai no Tō |
| Aoyama Shūhei         | LDP          | Aichi 12                       | 01 | |
| Aoyagi Yōichirō       | Ishin        | Block Süd-Kantō                | 01 | Gewählt für die Minna no Tō, Gründung der Yui no Tō im Dezember 2013, Fraktionsgemeinschaft mit Nippon Ishin no Kai ab Juli 2014                             |
| Arai Satoshi          | DPJ          | Block Hokkaidō                 | 06 | |
| Asao Keiichirō        | Minna        | Kanagawa 4                     | 02 | |
| Asō Tarō              | LDP          | Fukuoka 8                      | 11 | |
| Azumi Jun             | DPJ          | Miyagi 5                       | 06 | |
| Baba Nobuyuki         | Ishin        | Osaka 17                       | 01 | Gewählt für die Nippon Ishin no Kai |
| Doi Tōru              | LDP          | Miyagi 1                       | 02 | |
| Eda Kenji             | Ishin        | Kanagawa 8                     | 04 | Gewählt für Minna, Austritt im Dezember 2013 und Gründung der Yui no Tō, Fraktionsgemeinschaft mit Nippon Ishin no Kai ab Juli 2014                          |
| Eda Yasuyuki          | Kōmei        | Block Kyūshū                   | 05 | |
| Edano Yukio           | DPJ          | Saitama 5                      | 07 | |
| Endō Takashi          | Ishin        | Osaka 18                       | 01 | Gewählt für die Nippon Ishin no Kai |
| Endō Toshiaki         | LDP          | Yamagata 1                     | 06 | |
| Esaki Tetsuma         | LDP          | Aichi 10                       | 05 | |
| Eto Akinori           | LDP          | Aomori 2                       | 05 | |
| Etō Seishirō          | LDP          | Ōita 2                         | 10 | |
| Etō Taku              | LDP          | Miyazaki 2                     | 04 | |
| Fujii Hisayuki        | LDP          | Hyōgo 4                        | 01 | |
| Fujii Takao           | Jisedai      | Block Tōkai                    | 05 | Gewählt für die Nippon Ishin no Kai, Gründung Jisedai no Tō im Juli 2014                                                                                     |
| Fujimaru Satoshi      | LDP          | Fukuoka 7                      | 01 | |
| Fujiwara Takashi      | LDP          | Block Tōhoku                   | 01 | |
| Fukuda Akio           | DPJ          | Block Nord-Kantō               | 03 | |
| Fukuda Mineyuki       | LDP          | Block Süd-Kantō                | 02 | |
| Fukuda Tatsuo         | LDP          | Gunma 4                        | 01 | |
| Fukui Teru            | LDP          | Kōchi 1                        | 05 | |
| Fukuyama Mamoru       | LDP          | Tokushima 1                    | 01 | |
| Funada Hajime         | LDP          | Tochigi 1                      | 10 | |
| Funahashi Toshimitsu  | LDP          | Hokkaidō 1                     | 01 | |
| Furukawa Motohisa     | DPJ          | Aichi 2                        | 06 | |
| Furukawa Yoshihisa    | LDP          | Miyazaki 3                     | 04 | |
| Furumoto Shin’ichirō  | DPJ          | Aichi 11                       | 04 | |
| Furuya Keiji          | LDP          | Gifu 5                         | 08 | |
| Furuya Noriko         | Kōmei        | Block Süd-Kantō                | 04 | |
| Gemba Kōichirō        | DPJ          | Fukushima 3                    | 07 | |
| Gotō Hitoshi          | DPJ          | Yamanashi 3                    | 04 | Rücktritt Im November 2014 für Kandidatur bei der Gouverneurswahl in Yamanashi 2015                                                                          |
| Goto Shigeyuki        | LDP          | Nagano 4                       | 04 | |
| Gotō Yūichi           | DPJ          | Block Süd-Kantō                | 02 | |
| Gotōda Masazumi       | LDP          | Tokushima 3                    | 05 | |
| Hagiuda Kōichi        | LDP          | Tokio 24                       | 03 | |
| Hamachi Masakzu       | Kōmei        | Block Kyūshū                   | 01 | |
| Hamada Yasukazu       | LDP          | Chiba 12                       | 07 | |
| Hamamura Susumu       | Kōmei        | Block Kinki                    | 01 | |
| Hanashi Yasuhiro      | LDP          | Ibaraki 3                      | 03 | |
| Harada Kenji          | LDP          | Block Kinki                    | 02 | |
| Harada Yoshiaki       | LDP          | Fukuoka 5                      | 06 | |
| Haraguchi Kazuhiro    | DPJ          | Block Kyūshū                   | 06 | |
| Hase Hiroshi          | LDP          | Ishikawa 1                     | 05 | |
| Hashimoto Gaku        | LDP          | Okayama 4                      | 02 | |
| Hashimoto Hidenori    | LDP          | Block Tōhoku                   | 01 | |
| Hata Kōji             | Seikatsu     | Block Tōhoku                   | 02 | Gewählt für die Nippon Mirai no Tō |
| Hatanaka Mitsunari    | Ishin        | Block Kinki                    | 01 | Gewählt für die Minna no Tō, Gründung der Yui no Tō im Dezember 2013, Fraktionsgemeinschaft mit Nippon Ishin no Kai ab Juli 2014                             |
| Hatoyama Kunio        | LDP          | Fukuoka 6                      | 12 | Gewählt als Unabhängiger, Beitritt zur LDP am 27. Dezember 2012                                                                                              |
| Hayashi Hiroki        | Ishin        | Block Tōhoku                   | 01 | Gewählt für Minna, Gründung der Yui no Tō im Dezember 2013, Fraktionsgemeinschaft mit Nippon Ishin no Kai ab Juli 2014                                       |
| Hayashi Motoo         | LDP          | Chiba 10                       | 07 | |
| Hayashida Takeshi     | LDP          | Block Kyūshū                   | 05 | |
| Higa Natsumi          | LDP          | Okinawa 3                      | 01 | |
| Higashikokubaru Hideo | Ishin        | Block Kinki                    | 01 | Rücktritt im Dezember 2013 |
| Higuchi Naoya         | Kōmei        | Block Kinki                    | 01 | |
| Hiraguchi Hiroshi     | LDP          | Hiroshima 2                    | 02 | |
| Hirai Takuya          | LDP          | Kagawa 1                       | 05 | |
| Hiranuma Takeo        | Jisedai      | Okayama 3                      | 11 | Gewählt für die Nippon Ishin no Kai, Gründung Jisedai no Tō im Juli 2014                                                                                     |
| Hirasawa Katsuei      | LDP          | Tokio 17                       | 06 | |
| Hori Kōsuke           | LDP          | Saga 3                         | 12 | |
| Horii Manabu          | LDP          | Hokkaidō 9                     | 01 | |
| Horiuchi Noriko       | LDP          | Block Süd-Kantō                | 01 | |
| Hoshino Tsuyoshi      | LDP          | Kanagawa 12                    | 01 | |
| Hosoda Hiroyuki       | LDP          | Shimane 1                      | 08 | |
| Hosoda Ken'ichi       | LDP          | Niigata 2                      | 01 | |
| Hosono Gōshi          | DPJ          | Shizuoka 5                     | 05 | |
| Ibayashi Tatsunori    | LDP          | Shizuoka 2                     | 01 | |
| Ibuki Bunmei          | fraktionslos | Kyōto 1                        | 10 | Vor der Wahl zum Präsidenten LDP |
| Ide Yōsei             | Ishin        | Block Hokuriku-Shin’etsu       | 01 | Gewählt für die Minna no Tō, Gründung der Yui no Tō im Dezember 2013, Fraktionsgemeinschaft mit Nippon Ishin no Kai ab Juli 2014                             |
| Ikeda Michitaka       | LDP          | Block Chūgoku                  | 01 | |
| Ikeda Yoshitaka       | LDP          | Aichi 3                        | 01 | |
| Imaeda Sōichirō       | LDP          | Aichi 14                       | 01 | |
| Imai Masato           | Ishin        | Block Tōkai                    | 02 | Gewählt für die Nippon Ishin no Kai |
| Imamura Hirofumi      | Jisedai      | Block Tokio                    | 01 | Gewählt für die Nippon Ishin no Kai, Gründung Jisedai no Tō im Juli 2014                                                                                     |
| Imamura Masahiro      | LDP          | Saga 2                         | 06 | |
| Imazu Hiroshi         | LDP          | Hokkaidō 6                     | 06 | |
| Inada Tomomi          | LDP          | Fukui 1                        | 03 | |
| Inatsu Hisashi        | Kōmei        | Hokkaidō 10                    | 02 | |
| Ino Toshirō           | LDP          | Gunma 2                        | 01 | |
| Inoue Hidetaka        | Ishin        | Osaka 1                        | 01 | Gewählt für die Nippon Ishin no Kai |
| Inoue Shinji          | LDP          | Tokio 25                       | 04 | |
| Inoue Takahiro        | LDP          | Fukuoka 1                      | 01 | |
| Inoue Yoshihisa       | Kōmei        | Block Tōhoku                   | 07 | |
| Isa Shin’ichi         | Kōmei        | Osaka 6                        | 01 | |
| Isaka Nobuhiko        | Ishin        | Block Kinki                    | 01 | Gewählt für die Minna no Tō, Gründung der Yui no Tō im Dezember 2013, Fraktionsgemeinschaft mit Nippon Ishin no Kai ab Juli 2014                             |
| Ishiba Shigeru        | LDP          | Tottori 1                      | 09 | |
| Ishida Masatoshi      | LDP          | Wakayama 2                     | 05 | |
| Ishida Noritoshi      | Kōmei        | Block Shikoku                  | 06 | |
| Ishihara Hirotaka     | LDP          | Tokio 3                        | 02 | |
| Ishihara Nobuteru     | LDP          | Tokio 8                        | 08 | |
| Ishihara Shintarō     | Jisedai      | Block Tokio                    | 09 | Gewählt für die Nippon Ishin no Kai, Gründung Jisedai no Tō im Juli 2014                                                                                     |
| Ishii Keiichi         | Kōmei        | Block Nord-Kantō               | 07 | |
| Ishikawa Akimasa      | LDP          | Block Nord-Kantō               | 01 | |
| Ishikawa Tomohiro     | fraktionslos | Block Hokkaidō                 | 03 | Gewählt für die Neue Partei Daichi, Rücktritt am 21. Mai 2013                                                                                                |
| Ishizaki Tōru         | LDP          | Niigata 1                      | 01 | |
| Ishizeki Takashi      | Ishin        | Block Nord-Kantō               | 03 | Gewählt für die Nippon Ishin no Kai |
| Itō Nobuhisa          | Ishin        | Osaka 11                       | 01 | Gewählt für die Nippon Ishin no Kai |
| Itō Shintarō          | LDP          | Miyagi 4                       | 04 | |
| Itō Tadahiko          | LDP          | Aichi 8                        | 02 | |
| Itō Tatsuya           | LDP          | Tokio 22                       | 06 | |
| Itō Wataru            | Kōmei        | Block Tōkai                    | 02 | |
| Itō Yoshitaka         | LDP          | Hokkaidō 7                     | 02 | |
| Iwanaga Hiroki        | Ishin        | Block Kinki                    | 01 | Gewählt für die Nippon Ishin no Kai |
| Iwata Kazuchika       | LDP          | Saga 1                         | 01 | |
| Iwaya Takeshi         | LDP          | Ōita 3                         | 06 | |
| Izuhara Yasuji        | LDP          | Block Shikoku                  | 02 | |
| Izumi Kenta           | DPJ          | Block Kinki                    | 04 | |
| Kado Hirofumi         | LDP          | Block Kinki                    | 01 | |
| Kadoyama Hiroyuki     | LDP          | Block Süd-Kantō                | 01 | |
| Kaieda Banri          | DPJ          | Block Tokio                    | 06 | |
| Kajiyama Hiroshi      | LDP          | Ibaraki 4                      | 05 | |
| Kakizawa Mito         | Ishin        | Tokio 15                       | 02 | Gewählt für die Minna no Tō, Austritt im September 2013, Gründung der Yui no Tō im Dezember 2013, Fraktionsgemeinschaft mit Nippon Ishin no Kai ab Juli 2014 |
| Kamei Shizuka         | fraktionslos | Hiroshima 6                    | 12 | Gewählt für die Nippon Mirai no Tō, danach fraktionslos als Mitglied von Midori no Kaze                                                                      |
| Kameoka Yoshitami     | LDP          | Fukushima 1                    | 02 | |
| Kamikawa Yōko         | LDP          | Shizuoka 1                     | 04 | |
| Kamiyama Saichi       | LDP          | Saitama 7                      | 01 | |
| Kamoshita Ichirō      | LDP          | Tokio 13                       | 07 | |
| Kan Naoto             | DPJ          | Block Tokio                    | 11 | |
| Kanda Kenji           | LDP          | Aichi 5                        | 01 | |
| Kaneda Katsutoshi     | LDP          | Akita 2                        | 02 | |
| Kaneko Kazuyoshi      | LDP          | Gifu 4                         | 09 | |
| Kaneko Masuo          | LDP          | Kagoshima 2                    | 01 | Nachwahl für Tokuda Takeshi im April 2014 |
| Kaneko Megumi         | LDP          | Niigata 4                      | 01 | |
| Kaneko Yasushi        | LDP          | Kumamoto 5                     | 05 | |
| Kanke Ichirō          | LDP          | Fukushima 4                    | 01 | |
| Kanno Sachiko         | LDP          | Block Tōhoku                   | 01 | |
| Kasai Akira           | KPJ          | Block Tokio                    | 03 | |
| Kashiwakura Yūji      | Minna        | Block Nord-Kantō               | 01 | |
| Katō Kanji            | LDP          | Nagasaki 2                     | 01 | |
| Katō Katsunobu        | LDP          | Okayama 5                      | 04 | |
| Katsumata Takaaki     | LDP          | Block Tōkai                    | 01 | |
| Katsunuma Shigeaki    | LDP          | Block Hokkaidō                 | 01 | |
| Kawabata Tatsuo       | DPJ          | Block Kinki                    | 09 | Nachrücker für Mikazuki Taizō im Mai 2014 |
| Kawai Katsuyuki       | LDP          | Hiroshima 3                    | 05 | |
| Kawamura Takeo        | LDP          | Yamaguchi 3                    | 08 | |
| Kawano Masami         | Ishin        | Block Kyūshū                   | 01 | Gewählt für die Nippon Ishin no Kai |
| Kawasaki Jirō         | LDP          | Mie 1                          | 10 | |
| Kawata Takashi        | LDP          | Block Tōkai                    | 01 | |
| Kihara Minoru         | LDP          | Kumamoto 1                     | 02 | |
| Kihara Seiji          | LDP          | Tokio 20                       | 02 | |
| Kikawada Hitoshi      | LDP          | Saitama 3                      | 01 | |
| Kikawada Tōru         | DPJ          | Iwate 3                        | 05 | |
| Kikuta Makiko         | DPJ          | Block Hokuriku-Shin’etsu       | 04 | |
| Kimura Tarō           | LDP          | Aomori 4                       | 06 | |
| Kinoshita Tomohiko    | Ishin        | Osaka 8                        | 01 | Gewählt für die Nippon Ishin no Kai |
| Kishi Nobuo           | LDP          | Yamaguchi 2                    | 01 | |
| Kishida Fumio         | LDP          | Hiroshima 1                    | 07 | |
| Kishimoto Shūhei      | DPJ          | Wakayama 1                     | 02 | |
| Kitagawa Kazuo        | Kōmei        | Osaka 16                       | 07 | |
| Kitagawa Tomokatsu    | LDP          | Osaka 12                       | 04 | |
| Kitamura Seigo        | LDP          | Nagasaki 4                     | 05 | |
| Kitamura Shigeo       | LDP          | Ishikawa 3                     | 03 | |
| Kiuchi Hitoshi        | LDP          | Block Hokuriku-Shin’etsu       | 01 | |
| Kiuchi Minoru         | LDP          | Shizuoka 7                     | 03 | |
| Kobayashi Fumiaki     | LDP          | Hiroshima 7                    | 01 | |
| Kobayashi Shigeki     | LDP          | Block Kinki                    | 01 | |
| Kobayashi Takayuki    | LDP          | Chiba 2                        | 01 | |
| Koga Atsushi          | LDP          | Fukuoka 3                      | 01 | |
| Koike Masanari        | Ishin        | Block Tōkai                    | 01 | Gewählt für die Minna no Tō, Gründung der Yui no Tō im Dezember 2013, Fraktionsgemeinschaft mit Nippon Ishin no Kai ab Juli 2014                             |
| Koike Yuriko          | LDP          | Tokio 10                       | 07 | |
| Koizumi Ryūji         | fraktionslos | Saitama 11                     | 04 | |
| Koizumi Shinjirō      | LDP          | Kanagawa 11                    | 02 | |
| Kojima Toshifumi      | LDP          | Block Chūgoku                  | 01 | |
| Kokuba Kōnosuke       | LDP          | Okinawa 1                      | 01 | |
| Kokuta Keiji          | KPJ          | Block Kinki                    | 07 | |
| Komatsu Yutaka        | LDP          | Block Hokuriku-Shin’etsu       | 01 | |
| Komiyama Yasuko       | Seikatsu     | Block Nord-Kantō               | 04 | Gewählt für die Nippon Mirai no Tō |
| Kōmura Masahiko       | LDP          | Yamaguchi 1                    | 11 | |
| Kondō Shōichi         | DPJ          | Block Tōkai                    | 06 | |
| Kondō Yōsuke          | DPJ          | Block Tōhoku                   | 04 | |
| Konno Tomohiro        | LDP          | Block Nord-Kantō               | 01 | |
| Kōno Tarō             | LDP          | Kanagawa 15                    | 06 | |
| Kōri Kazuko           | DPJ          | Block Tōhoku                   | 03 | |
| Koshimizu Keiichi     | Kōmei        | Block Nord-Kantō               | 01 | |
| Kudō Shōzō            | LDP          | Aichi 4                        | 01 | |
| Kumada Hiromichi      | LDP          | Aichi 1                        | 01 | |
| Kunishige Tōru        | Kōmei        | Osaka 5                        | 01 | |
| Mabuchi Sumio         | DPJ          | Nara 1                         | 04 | |
| Machimura Nobutaka    | LDP          | Hokkaidō 5                     | 11 | |
| Maeda Kazuo           | LDP          | Hokkaidō 8                     | 01 | |
| Maehara Seiji         | DPJ          | Kyōto 2                        | 07 | |
| Makihara Hideki       | LDP          | Block Nord-Kantō               | 02 | |
| Makishima Karen       | LDP          | Kanagawa 17                    | 01 | |
| Maruyama Hodaka       | Ishin        | Osaka 19                       | 01 | Gewählt für die Nippon Ishin no Kai |
| Masuya Keigo          | Kōmei        | Block Chūgoku                  | 06 | |
| Matsubara Jin         | DPJ          | Block Tokio                    | 05 | |
| Matsuda Manabu        | Jisedai      | Block Süd-Kantō                | 01 | Gewählt für die Nippon Ishin no Kai, Gründung Jisedai no Tō im Juli 2014                                                                                     |
| Matsumoto Fumiaki     | LDP          | Block Tokio                    | 02 | |
| Matsumoto Jun         | LDP          | Kanagawa 1                     | 05 | |
| Matsumoto Takeaki     | DPJ          | Hyōgo 11                       | 05 | |
| Matsumoto Yōhei       | LDP          | Tokio 19                       | 02 | |
| Matsunami Kenta       | Ishin        | Osaka 10                       | 04 | Gewählt für die Nippon Ishin no Kai |
| Matsuno Hirokazu      | LDP          | Chiba 3                        | 05 | |
| Matsuno Yorihisa      | Ishin        | Block Kyūshū                   | 05 | Gewählt für die Nippon Ishin no Kai |
| Matsushima Midori     | LDP          | Tokio 14                       | 04 | |
| Mihara Asahiko        | LDP          | Fukuoka 9                      | 06 | |
| Mikazuki Taizō        | DPJ          | Block Kinki                    | 04 | Rücktritt im Mai 2014 für Kandidatur bei der Gouverneurswahl in Shiga                                                                                        |
| Miki Kē               | Ishin        | Block Kinki                    | 01 | Gewählt für die Nippon Ishin no Kai |
| Minorikawa Nobuhide   | LDP          | Akita 3                        | 03 | |
| Mitani Hidehiro       | Minna        | Block Tokio                    | 01 | |
| Mitsubayashi Hiromi   | LDP          | Saitama 14                     | 01 | |
| Mitsuya Norio         | LDP          | Mie 5                          | 04 | |
| Miyagawa Noriko       | LDP          | Yamanashi 1                    | 01 | |
| Miyaji Kazuaki        | LDP          | Block Kyūshū                   | 08 | |
| Miyake Hiroshi        | Jisedai      | Block Kinki                    | 01 | Gewählt für die Nippon Ishin no Kai, Gründung Jisedai no Tō im Juli 2014                                                                                     |
| Miyakoshi Mitsuhiro   | LDP          | Toyama 2                       | 06 | |
| Miyamoto Takeshi      | KPJ          | Block Kinki                    | 02 | |
| Miyashita Ichirō      | LDP          | Nagano 5                       | 03 | |
| Miyauchi Hideki       | LDP          | Fukuoka 4                      | 01 | |
| Miyazaki Kensuke      | LDP          | Kyōto 3                        | 01 | |
| Miyazawa Hiroyuki     | LDP          | Shizuoka 3                     | 01 | |
| Miyazaki Masahisa     | LDP          | Block Kyūshū                   | 01 | |
| Miyazawa Takahito     | Jisedai      | Block Hokuriku-Shin’etsu       | 01 | Gewählt für die Nippon Ishin no Kai, Gründung Jisedai no Tō im Juli 2014                                                                                     |
| Mochizuki Yoshio      | LDP          | Shizuoka 4                     | 06 | |
| Momose Tomoyuki       | Ishin        | Block Hokuriku-Shin’etsu       | 01 | Gewählt für die Nippon Ishin no Kai |
| Mori Eisuke           | LDP          | Chiba 11                       | 08 | |
| Moriyama Hiroshi      | LDP          | Kagoshima 5                    | 04 | |
| Moriyama Masahito     | LDP          | Hyōgo 1                        | 02 | |
| Motegi Toshimitsu     | LDP          | Tochigi 5                      | 07 | |
| Murai Hideki          | LDP          | Saitama 1                      | 01 | |
| Murakami Fumiyoshi    | Seikatsu     | Block Kinki                    | 02 | Gewählt für die Nippon Mirai no Tō |
| Murakami Masatoshi    | Ishin        | Osaka 4                        | 01 | Gewählt für die Nippon Ishin no Kai |
| Murakami Seiichirō    | LDP          | Ehime 2                        | 09 | |
| Muraoka Toshihide     | Ishin        | Block Tōhoku                   | 01 | Gewählt für die Nippon Ishin no Kai |
| Mutai Shunsuke        | LDP          | Nagano 2                       | 01 | |
| Mutō Takaya           | LDP          | Shiga 4                        | 01 | |
| Mutō Yōji             | LDP          | Gifu 3                         | 02 | |
| Nagaoka Keiko         | LDP          | Block Nord-Kantō               | 03 | |
| Nagasaka Yasumasa     | LDP          | Aichi 9                        | 01 | |
| Nagasaki Kōtarō       | fraktionslos | Yamanashi 2                    | 02 | |
| Nagashima Akihisa     | DPJ          | Tokio 21                       | 04 | |
| Nagashima Tadayoshi   | LDP          | Niigata 5                      | 03 | |
| Nagatsuma Akira       | DPJ          | Tokio 7                        | 05 | |
| Nagayama Fumio        | LDP          | Block Hokuriku-Shin’etsu       | 01 | |
| Nakada Hiroshi        | Jisedai      | Block Hokuriku-Shin’etsu       | 04 | Gewählt für die Nippon Ishin no Kai, Gründung Jisedai no Tō im Juli 2014                                                                                     |
| Nakagawa Masaharu     | DPJ          | Mie 2                          | 06 | |
| Nakagawa Toshinao     | LDP          | Hiroshima 4                    | 01 | |
| Nakagawa Yūko         | LDP          | Hokkaidō 11                    | 01 | |
| Nakajima Katsuhito    | Minna        | Block Süd-Kantō                | 01 | |
| Nakamaru Hiromu       | Jisedai      | Block Chūgoku                  | 01 | Gewählt für die Nippon Ishin no Kai, Gründung Jisedai no Tō im Juli 2014                                                                                     |
| Nakamura Hiroyuki     | LDP          | Hokkaidō 4                     | 01 | |
| Nakamura Kishirō      | fraktionslos | Ibaraki 7                      | 12 | |
| Nakane Kazuyuki       | LDP          | Saitama 6                      | 02 | |
| Nakane Yasuhiro       | DPJ          | Block Tōkai                    | 03 | |
| Nakano Atsushi        | LDP          | Saitama 12                     | 01 | |
| Nakano Hiromasa       | Kōmei        | Hyōgo 8                        | 01 | |
| Nakatani Gen          | LDP          | Kōchi 2                        | 08 | |
| Nakatani Shin’ichi    | LDP          | Block Süd-Kantō                | 01 | |
| Nakayama Nariaki      | Jisedai      | Block Kyūshū                   | 07 | Gewählt für die Nippon Ishin no Kai, Gründung Jisedai no Tō im Juli 2014                                                                                     |
| Nakayama Norihiro     | LDP          | Block Süd-Kantō                | 01 | |
| Nakayama Yasuhide     | LDP          | Block Kinki                    | 03 | |
| Nemoto Takumi         | LDP          | Fukushima 2                    | 06 | |
| Nemoto Yukinori       | LDP          | Aichi 15                       | 01 | |
| Nikai Toshihiro       | LDP          | Wakayama 3                     | 10 | |
| Nishida Yuzuru        | Jisedai      | Block Süd-Kantō                | 01 | Gewählt für die Nippon Ishin no Kai, Gründung Jisedai no Tō im Juli 2014                                                                                     |
| Nishikawa Kōya        | LDP          | Tochigi 2                      | 05 | |
| Nishikawa Kyōko       | LDP          | Block Kyūshū                   | 04 | |
| Nishime Kōsaburō      | LDP          | Okinawa 4                      | 03 | |
| Nishimura Akihiro     | LDP          | Miyagi 3                       | 03 | |
| Nishimura Shingo      | fraktionslos | Block Kinki                    | 06 | Gewählt für Ishin, Parteiausschluss im Mai 2013 |
| Nishimura Yasutoshi   | LDP          | Hyōgo 9                        | 04 | |
| Nishine Yuka          | fraktionslos | Block Kinki                    | 01 | Oft als Hayashibara Yuka (Geburtsname); gewählt für die Nippon Ishin no Kai, Austritt im Juli 2014                                                           |
| Nishino Kōichi        | Jisedai      | Osaka 13                       | 01 | Gewählt für die Nippon Ishin no Kai, Gründung Jisedai no Tō im Juli 2014                                                                                     |
| Nishioka Arata        | fraktionslos | Block Shikoku                  | 01 | Gewählt für die Nippon Ishin no Kai, Austritt im Juli 2014                                                                                                   |
| Niwa Hideki           | LDP          | Aichi 6                        | 03 | |
| Niwa Yūya             | LDP          | Ibaraki 6                      | 11 | |
| Noda Seiko            | LDP          | Gifu 1                         | 07 | |
| Noda Takeshi          | LDP          | Kumamoto 2                     | 14 | |
| Noda Yoshihiko        | DPJ          | Chiba 4                        | 06 | |
| Noma Takeshi          | fraktionslos | Kagoshima 3                    | 01 | Gewählt für die NVP |
| Nukaga Fukushirō      | LDP          | Ibaraki 2                      | 10 | |
| Obuchi Yūko           | LDP          | Gunma 5                        | 05 | |
| Ochi Takao            | LDP          | Tokio 6                        | 02 | |
| Odawara Kiyoshi       | LDP          | Block Tokio                    | 01 | |
| Ogawa Jun’ya          | DPJ          | Block Shikoku                  | 03 | |
| Ōguchi Yoshinori      | Kōmei        | Block Tōkai                    | 06 | |
| Ogura Masanobu        | LDP          | Tokio 23                       | 01 | |
| Ōgushi Hiroshi        | DPJ          | Block Kyūshū                   | 03 | |
| Ōgushi Masaki         | LDP          | Hyōgo 6                        | 01 | |
| Oguma Shinji          | Ishin        | Block Tōhoku                   | 01 | Gewählt für die Nippon Ishin no Kai |
| Ōhata Akihiro         | DPJ          | Ibaraki 5                      | 08 | |
| Okada Katsuya         | DPJ          | Mie 3                          | 08 | |
| Okamoto Mitsunari     | Kōmei        | Block Nord-Kantō               | 01 | |
| Okonogi Hachirō       | LDP          | Kanagawa 3                     | 06 | |
| Ōkubo Miyo            | LDP          | Block Tōhoku                   | 01 | |
| Ōkuma Toshiaki        | Ishin        | Block Tokio                    | 01 | Gewählt für Minna, Austritt und Beitritt zur Ishin no Tō im Herbst 2014                                                                                      |
| Okuno Shinsuke        | LDP          | Nara 3                         | 03 | |
| Okuno Sōichirō        | DPJ          | Block Süd-Kantō                | 02 | |
| Ōmi Sei               | LDP          | Aichi 13                       | 01 | |
| Oniki Makoto          | LDP          | Fukuoka 2                      | 01 | |
| Ōnishi Hideo          | LDP          | Tokio 16                       | 01 | |
| Ōnishi Kensuke        | DPJ          | Block Tōkai                    | 02 | |
| Onodera Itsunori      | LDP          | Miyagi 6                       | 05 | |
| Ōno Keitarō           | LDP          | Kagawa 3                       | 01 | |
| Ōoka Toshitaka        | LDP          | Shiga 1                        | 01 | |
| Ōshima Atsushi        | DPJ          | Block Nord-Kantō               | 05 | |
| Ōshima Tadamori       | LDP          | Aomori 3                       | 10 | |
| Ōta Akihiro           | Kōmei        | Tokio 12                       | 06 | |
| Ōtsuka Takashi        | LDP          | Block Kinki                    | 02 | |
| Ōtsuka Taku           | LDP          | Saitama 9                      | 02 | |
| Ozato Yasuhiro        | LDP          | Kagoshima 4                    | 03 | |
| Ozawa Ichirō          | Seikatsu     | Iwate 4                        | 15 | Gewählt für die Nippon Mirai no Tō |
| Ozawa Sakihito        | Ishin        | Block Süd-Kantō                | 07 | Gewählt für die Nippon Ishin no Kai |
| Ryū Hirofumi          | DPJ          | Kanagawa 9                     | 04 | |
| Saitō Hiroaki         | LDP          | Niigata 3                      | 01 | |
| Saitō Ken             | LDP          | Chiba 7                        | 02 | |
| Saitō Tetsuo          | Kōmei        | Block Chūgoku                  | 07 | |
| Sakaguchi Naoto       | Ishin        | Block Kinki                    | 02 | Gewählt für die Nippon Ishin no Kai |
| Sakai Manabu          | LDP          | Kanagawa 5                     | 02 | |
| Sakamoto Daisuke      | Jisedai      | Block Chūgoku                  | 01 | Gewählt für die Nippon Ishin no Kai, Gründung Jisedai no Tō im Juli 2014                                                                                     |
| Sakamoto Gōji         | LDP          | Fukushima 5                    | 07 | |
| Sakamoto Tetsushi     | LDP          | Kumamoto 3                     | 04 | |
| Sakamoto Yūnosuke     | Ishin        | Block Nord-Kantō               | 01 | Gewählt für die Nippon Ishin no Kai |
| Sakurada Yoshitaka    | LDP          | Chiba 8                        | 05 | |
| Sakurai Hiroshi       | LDP          | Block Tōkai                    | 01 | |
| Sakurauchi Fumiki     | Jisedai      | Block Shikoku                  | 01 | Gewählt für die Nippon Ishin no Kai, Gründung Jisedai no Tō im Juli 2014                                                                                     |
| Sasagawa Hiroyoshi    | LDP          | Gunma 3                        | 01 | |
| Sasaki Hajime         | LDP          | Ishikawa 2                     | 01 | |
| Sasaki Kenshō         | KPJ          | Block Tōkai                    | 06 | |
| Sata Gen’ichirō       | LDP          | Gunma 1                        | 08 | |
| Satō Akira            | LDP          | Osaka 2                        | 03 | |
| Satō Hidemichi        | Kōmei        | Block Hokkaidō                 | 01 | |
| Satō Masao            | Minna        | Block Kyūshū                   | 01 | |
| Satō Shigeki          | Kōmei        | Osaka 3                        | 07 | |
| Satō Tsutomu          | LDP          | Tochigi 4                      | 06 | |
| Seki Yoshihiro        | LDP          | Hyōgo 3                        | 02 | |
| Seto Takakazu         | LDP          | Block Shikoku                  | 01 | |
| Shibayama Masahiko    | LDP          | Saitama 8                      | 04 | |
| Shigetoku Kazuhiko    | Ishin        | Block Tōkai                    | 01 | Gewählt für die Nippon Ishin no Kai |
| Shii Kazuo            | KPJ          | Block Süd-Kantō                | 07 | |
| Shiiki Tamotsu        | Ishin        | Block Süd-Kantō                | 01 | Gewählt für die Nippon Ishin no Kai |
| Shiina Tsuyoshi       | Ishin        | Block Süd-Kantō                | 01 | Gewählt für die Minna no Tō, Gründung der Yui no Tō im Dezember 2013, Fraktionsgemeinschaft mit Nippon Ishin no Kai ab Juli 2014                             |
| Shimada Yoshikazu     | LDP          | Block Tōkai                    | 01 | |
| Shimbara Hideo        | Ishin        | Block Kinki                    | 01 | Gewählt für die Nippon Ishin no Kai |
| Shimizu Kōichirō      | Ishin        | Block Kinki                    | 02 | Nachrücker für Higashikokubaru Hideo (Nippon Ishin no Kai) im Dezember 2013                                                                                  |
| Shimizu Seiichi       | LDP          | Block Hokkaidō                 | 01 | |
| Shimomura Hakubun     | LDP          | Tokio 11                       | 06 | |
| Shina Takeshi         | DPJ          | Iwate 1                        | 03 | |
| Shindō Yoshitaka      | LDP          | Saitama 2                      | 05 | |
| Shinkai Yūji          | LDP          | Block Kyūshū                   | 01 | |
| Shinohara Takashi     | DPJ          | Nagano 1                       | 04 | |
| Shintani Masayoshi    | LDP          | Block Nord-Kantō               | 01 | |
| Shiokawa Tetsuya      | KPJ          | Block Nord-Kantō               | 05 | |
| Shionoya Ryū          | LDP          | Shizuoka 8                     | 07 | |
| Shiozaki Yasuhisa     | LDP          | Ehime 1                        | 06 | |
| Shiraishi Tōru        | LDP          | Ehime 3                        | 01 | |
| Shirasuka Takako      | LDP          | Chiba 13                       | 01 | |
| Sonoda Hiroyuki       | Jisedai      | Kumamoto 4                     | 09 | Gewählt für die Nippon Ishin no Kai, Gründung Jisedai no Tō im Juli 2014                                                                                     |
| Sonoura Kentarō       | LDP          | Chiba 5                        | 02 | |
| Sueyoshi Mitsunori    | LDP          | Block Kyūshū                   | 01 | |
| Suga Yoshihide        | LDP          | Kanagawa 2                     | 06 | |
| Sugawara Isshū        | LDP          | Tokio 9                        | 04 | |
| Sugimoto Kazumi       | Minna        | Block Tōkai                    | 02 | |
| Sugita Mio            | Jisedai      | Block Kinki                    | 01 | Gewählt für die Nippon Ishin no Kai, Gründung Jisedai no Tō im Juli 2014                                                                                     |
| Sukeda Shigeyoshi     | LDP          | Block Hokuriku-Shin’etsu       | 01 | |
| Suzuki Junji          | LDP          | Aichi 7                        | 03 | |
| Suzuki Katsumasa      | Seikatsu     | Block Tōkai                    | 04 | Gewählt für die Nippon Mirai no Tō |
| Suzuki Keisuke        | LDP          | Kanagawa 7                     | 02 | |
| Suzuki Norikazu       | LDP          | Yamagata 2                     | 01 | |
| Suzuki Nozomu         | Ishin        | Block Tōkai                    | 01 | Gewählt für die Nippon Ishin no Kai |
| Suzuki Shun’ichi      | LDP          | Iwate 2                        | 07 | |
| Suzuki Takako         | fraktionslos | Block Hokkaidō                 | 01 | Nachrücker für Ishikawa Tomohiro (fraktionslos, Liste Neue Partei Daichi) im Juni 2013                                                                       |
| Suzuki Yoshihiro      | Ishin        | Block Nord-Kantō               | 01 | Gewählt für die Nippon Ishin no Kai |
| Tabata Hiroaki        | LDP          | Toyama 1                       | 01 | |
| Tabata Tsuyoshi       | LDP          | Block Tokio                    | 01 | |
| Tachibana Keiichirō   | LDP          | Toyama 3                       | 02 | |
| Tadokoro Yoshinori    | LDP          | Ibaraki 1                      | 01 | |
| Taira Masaaki         | LDP          | Tokio 4                        | 03 | |
| Tajima Kaname         | DPJ          | Chiba 1                        | 04 | |
| Takagi Hirohisa       | LDP          | Hokkaidō 3                     | 01 | |
| Takagi Michiyo        | Kōmei        | Block Tokio                    | 04 | |
| Takagi Tsuyoshi       | LDP          | Fukui 3                        | 05 | |
| Takagi Yōsuke         | Kōmei        | Block Tokio                    | 06 | |
| Takahashi Chizuko     | KPJ          | Block Tōhoku                   | 04 | |
| Takahashi Hinako      | LDP          | Block Tōhoku                   | 01 | |
| Takahashi Miho        | Ishin        | Block Hokkaidō                 | 01 | Gewählt für die Nippon Ishin no Kai |
| Takaichi Sanae        | LDP          | Nara 2                         | 06 | |
| Takaki Yoshiaki       | DPJ          | Block Kyūshū                   | 08 | |
| Takatori Shūichi      | LDP          | Niigata 6                      | 02 | |
| Takebe Arata          | LDP          | Hokkaidō 12                    | 01 | |
| Takeda Ryōta          | LDP          | Fukuoka 11                     | 04 | |
| Takei Shunsuke        | LDP          | Miyazaki 1                     | 01 | |
| Takemura Nobuhide     | LDP          | Shiga 3                        | 01 | |
| Takemasa Kōichi       | DPJ          | Block Nord-Kantō               | 05 | |
| Takemoto Naokazu      | LDP          | Block Kinki                    | 06 | |
| Takeshita Wataru      | LDP          | Shimane 2                      | 05 | |
| Takeuchi Yuzuru       | Kōmei        | Block Kinki                    | 03 | |
| Tamaki Denī           | Seikatsu     | Block Kyūshū                   | 02 | Gewählt für die Nippon Mirai no Tō |
| Tamaki Yūichirō       | DPJ          | Kagawa 2                       | 02 | |
| Tamura Norihisa       | LDP          | Mie 4                          | 06 | |
| Tanahashi Yasufumi    | LDP          | Gifu 2                         | 06 | |
| Tanaka Hideyuki       | LDP          | Kyōto 4                        | 01 | |
| Tanaka Kazunori       | LDP          | Kanagawa 10                    | 06 | |
| Tanaka Ryōsei         | LDP          | Saitama 15                     | 02 | |
| Tani Kōichi           | LDP          | Hyōgo 5                        | 04 | |
| Tanigaki Sadakazu     | LDP          | Kyōto 5                        | 11 | |
| Tanigawa Yaichi       | LDP          | Nagasaki 3                     | 04 | |
| Tanihata Takashi      | Ishin        | Osaka 14                       | 06 | Gewählt für die Nippon Ishin no Kai |
| Tanose Taidō          | LDP          | Nara 4                         | 01 | |
| Tanuma Takashi        | Jisedai      | Block Süd-Kantō                | 01 | Gewählt für die Nippon Ishin no Kai, Gründung Jisedai no Tō im Juli 2014                                                                                     |
| Terada Minoru         | LDP          | Hiroshima 5                    | 03 | |
| Terashima Yoshiyuki   | DPJ          | Nagano 3                       | 01 | |
| Teruya Kantoku        | SDP          | Okinawa 2                      | 04 | |
| Togashi Hiroyuki      | LDP          | Akita 1                        | 01 | |
| Tōgō Tetsuya          | LDP          | Block Tōkai                    | 01 | |
| Tokai Kisaburō        | LDP          | Hyōgo 10                       | 07 | |
| Tokashiki Naomi       | LDP          | Osaka 7                        | 02 | |
| Tokuda Takeshi        | fraktionslos | Kagoshima 2                    | 03 | Gewählt für die LDP, Austritt im November 2013, Rücktritt im Februar 2014                                                                                    |
| Tomioka Tsutomu       | LDP          | Nagasaki 1                     | 02 | |
| Tomita Shigeyuki      | Kōmei        | Block Süd-Kantō                | 06 | |
| Tōyama Kiyohiko       | Kōmei        | Block Kyūshū                   | 02 | |
| Toyota Mayuko         | LDP          | Saitama 4                      | 01 | |
| Tsuchiya Masatada     | LDP          | Tokio 18                       | 02 | |
| Tsuchiya Shinako      | LDP          | Saitama 13                     | 05 | |
| Tsuji Kiyoto          | LDP          | Tokio 2                        | 01 | |
| Tsujimoto Kiyomi      | DPJ          | Block Kinki                    | 05 | |
| Tsumura Keisuke       | DPJ          | Block Chūgoku                  | 04 | |
| Tsushima Jun          | LDP          | Aomori 1                       | 01 | |
| Ubukata Yukio         | DPJ          | Block Süd-Kantō                | 05 | |
| Ueda Isamu            | Kōmei        | Kanagawa 6                     | 06 | |
| Uenishi Sayuri        | Ishin        | Block Kinki                    | 01 | Gewählt für die Nippon Ishin no Kai |
| Ueno Hiroshi          | Jisedai      | Block Nord-Kantō               | 01 | Gewählt für die Nippon Ishin no Kai, Gründung Jisedai no Tō im Juli 2014                                                                                     |
| Ueno Ken’ichirō       | LDP          | Shiga 2                        | 02 | |
| Uesugi Mitsuhiro      | LDP          | Block Chūgoku                  | 01 | |
| Ukishima Tomoko       | Kōmei        | Block Kinki                    | 01 | |
| Urano Yasuto          | Ishin        | Osaka 15                       | 01 | Gewählt für die Nippon Ishin no Kai |
| Urushibara Yoshio     | Kōmei        | Block Hokuriku-Shin’etsu       | 06 | |
| Wakai Yasuhiko        | DPJ          | Block Süd-Kantō                | 03 | |
| Wakamiya Kenji        | LDP          | Tokio 5                        | 02 | |
| Washio Eiichirō       | DPJ          | Block Hokuriku-Shin’etsu       | 03 | |
| Watanabe Hiromichi    | LDP          | Chiba 6                        | 05 | |
| Watanabe Kōichi       | LDP          | Block Hokkaidō                 | 01 | |
| Watanabe Shū          | DPJ          | Shizuoka 6                     | 06 | |
| Watanabe Yoshimi      | Minna        | Tochigi 3                      | 06 | |
| Yagi Tetsuya          | LDP          | Block Tōkai                    | 01 | |
| Yamada Hiroshi        | Jisedai      | Block Tokio                    | 02 | Gewählt für die Nippon Ishin no Kai, Gründung Jisedai no Tō im Juli 2014                                                                                     |
| Yamada Kenji          | LDP          | Hyōgo 7                        | 01 | |
| Yamada Miki           | LDP          | Tokio 1                        | 01 | |
| Yamagiwa Daishirō     | LDP          | Kanagawa 18                    | 03 | |
| Yamaguchi Shun’ichi   | LDP          | Tokushima 2                    | 08 | |
| Yamaguchi Taimei      | LDP          | Saitama 10                     | 05 | |
| Yamaguchi Tsuyoshi    | fraktionslos | Hyōgo 12                       | 04 | Gewählt für die DPJ, Austritt im Dezember 2013 |
| Yamamoto Kōichi       | LDP          | Ehime 4                        | 07 | |
| Yamamoto Kōzō         | LDP          | Fukuoka 10                     | 06 | |
| Yamamoto Taku         | LDP          | Fukui 2                        | 06 | |
| Yamamoto Tomohiro     | LDP          | Block Süd-Kantō                | 02 | |
| Yamamoto Yūji         | LDP          | Kōchi 3                        | 08 | |
| Yamanouchi Tsuyoshi   | Ishin        | Block Kyūshū                   | 01 | Gewählt für die Nippon Ishin no Kai |
| Yamashita Takashi     | LDP          | Okayama 2                      | 01 | |
| Yamanoi Kazunori      | DPJ          | Kyōto 6                        | 05 | |
| Yamauchi Kōichi       | Minna        | Block Nord-Kantō               | 03 | |
| Yana Kazuo            | LDP          | Block Nord-Kantō               | 01 | |
| Yasuoka Okiharu       | LDP          | Kagoshima 1                    | 12 | |
| Yokomichi Takahiro    | DPJ          | Block Hokkaidō                 | 11 | |
| Yoshida Izumi         | DPJ          | Block Tōhoku                   | 04 | |
| Yoshiie Hiroyuki      | LDP          | Kanagawa 16                    | 01 | |
| Yoshikawa Hajime      | SDP          | Block Kyūshū                   | 01 | |
| Yoshikawa Takeru      | LDP          | Block Tōkai                    | 01 | |
| Yoshikawa Takamori    | LDP          | Hokkaidō 2                     | 04 | |
| Yoshino Masayoshi     | LDP          | Block Chūgoku                  | 05 | |
| Yukawa Kazuyuki       | LDP          | Block Kyūshū                   | 01 | |
| Yunoki Michiyoshi     | DPJ          | Block Chūgoku                  | 03 | |